# Farias Brito
Farias Brito là một đô thị thuộc bang Ceará, Brasil. Đô thị này có diện tích 503,574 km², dân số năm 2007 là 19380 người, mật độ 38,48 người/km².